# Anderida
Anderida é um gênero de mariposa pertencente à família Crambidae.